# Млинувка (Ополе)
Млину́вка (нім. Mühlgraben, пол. Młynówka) — старе русло Одри в центрі міста Ополе, помилково вважається каналом . Відокремлює правобережну частину міста від острова Пасєка.
До великої повені 1600 року Млинувка була головним руслом Одри. Після повені річка перемістила свою основну течію на захід і протягом майже 200 років Млинувка позначалася на планах міста як Oder Fluss або  Oder Strom (Одерська течія). 1784 року з'являється сучасна назва — Mühlgraben, що походить від млинів на обох берегах: міський млин з боку вул. Шпітальної і замковий млин з боку замку П'ястів.
Із середньовічних документів відомо, що міст між Пасєкою та Ополем існував вже 1240 року, але місце його розташування не відомо. 1421 року вже згадується переправа на місці сучасного Катедрального мосту.
У 1860—1913 роках Млинувка відігравала роль перевантажувального порту, згодом цю роль перебрав на себе новозбудований річковий порт у Закшуві. 1886 року на Млинувці побудовано шлюз. На планах міста 1894 року Млинувка позначена як «Winter Hafen», тобто «Зимова гавань».
10 червня 2007 року відбулося відкриття т. зв. Опольської Венеції, ілюмінованої ділянки Млинувки від Катедрального до Замкового мосту.
Сучасна Млинувка у разі загрози повені може бути повністю відокремлена від Одри завдяки двом новозбудованим шлюзам: на Катедральному мості та на південному кінці острова Пасєка.

## Сучасні мости через Млинувку
- пішохідно-велосипедний міст
- Катедральний міст — залізобетонний автомобільний міст, розташований на місці переправи 1421 року.
- Замковий (інша назва — Жовтий) міст, збудований у першій половині XIX століття
- Грошовий (інша назва — Зелений) міст, збудований 1903 року (пішохідний міст на цьому місці був принаймні з 1894 року); пам'ятник[4]
- залізобетонний автомобільний міст по вул. Корфантого, зведений на межі 50-60-х років. ХХ століття
- сталевий залізничний міст
- пішохідний міст на шлюзі, що перекриває течію Млинувки з півдня

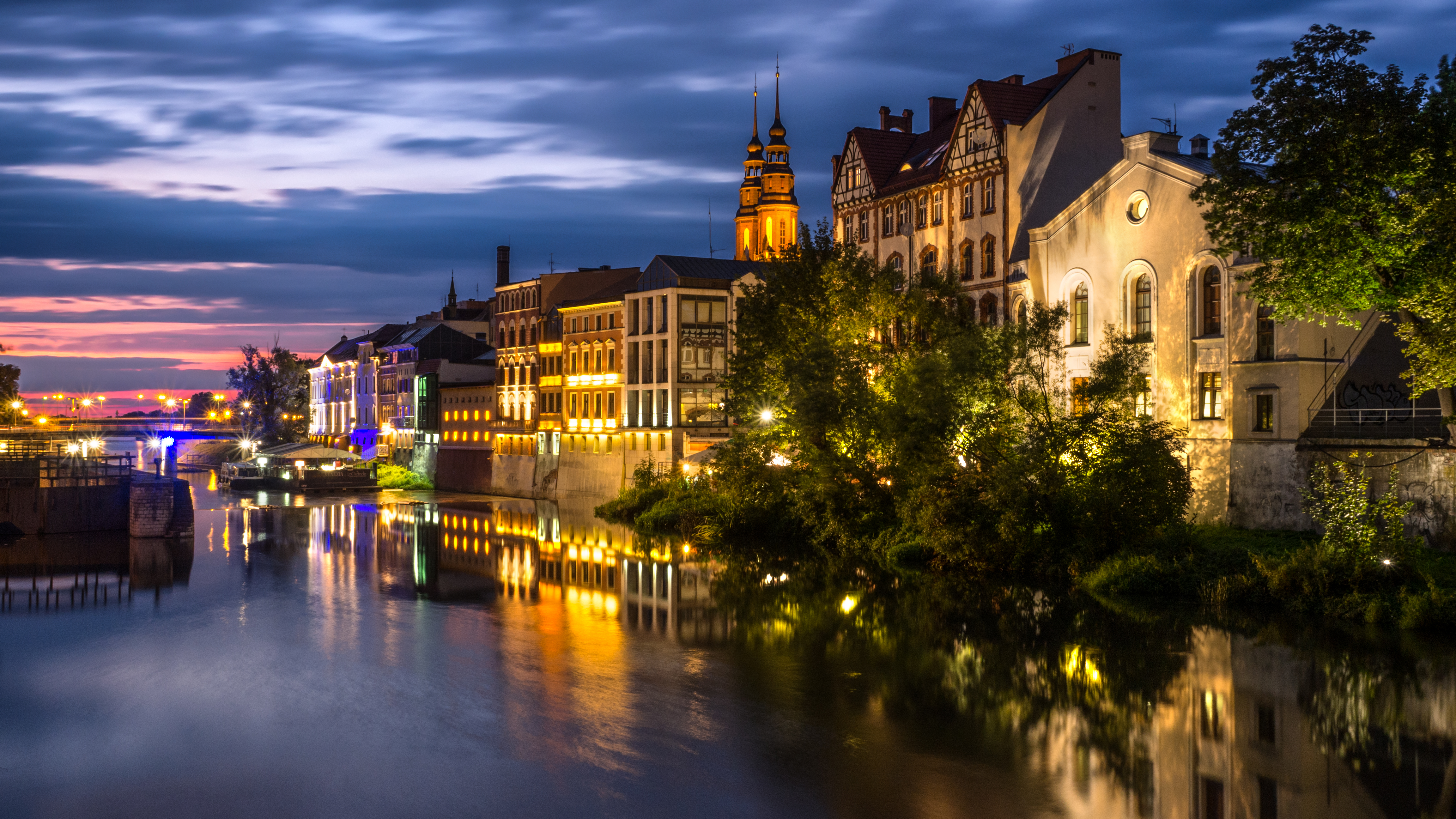
Млинувка — Опольська Венеція
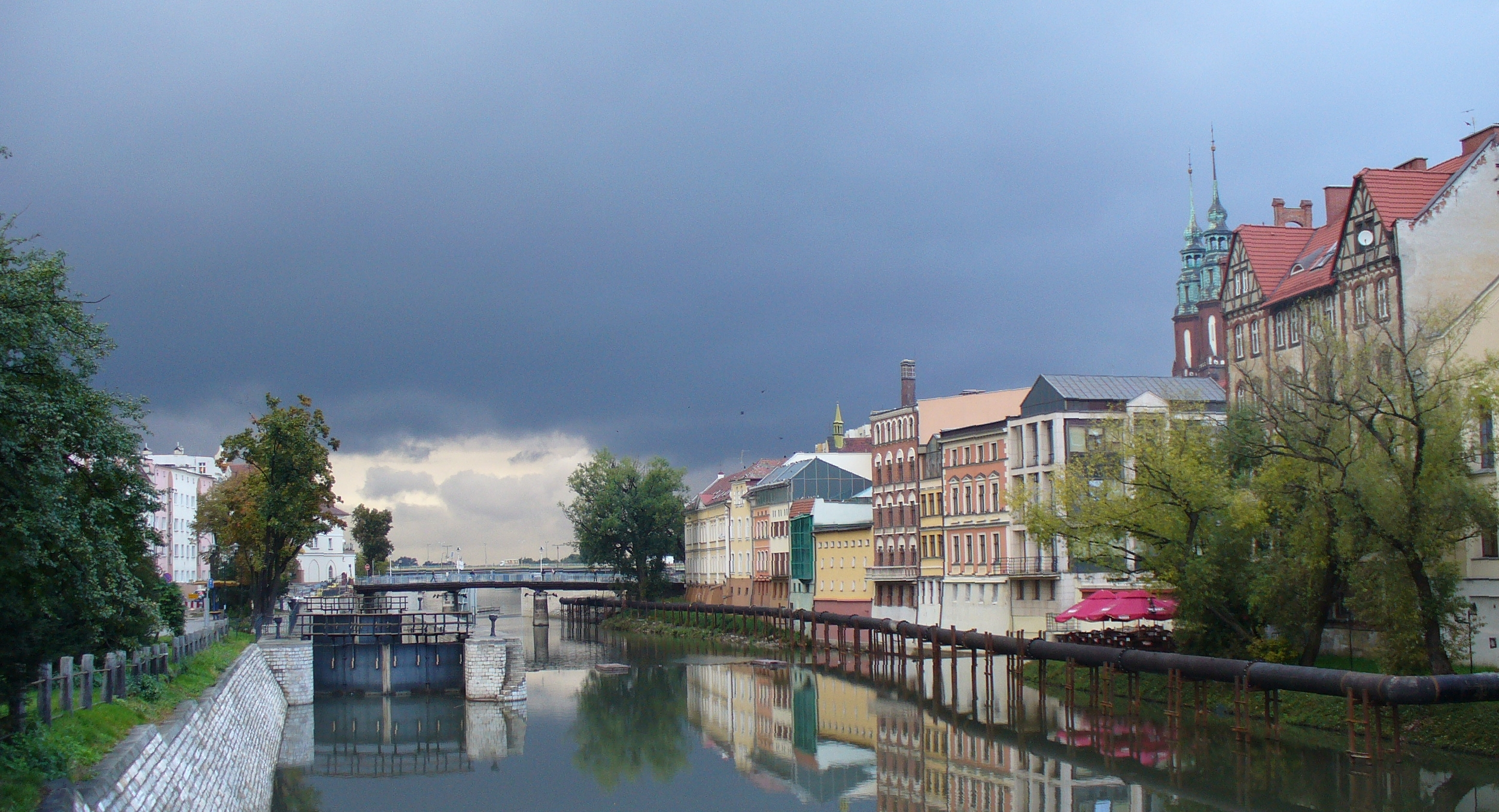
Млинувка — вид з Грошового мосту в напрямку шлюза
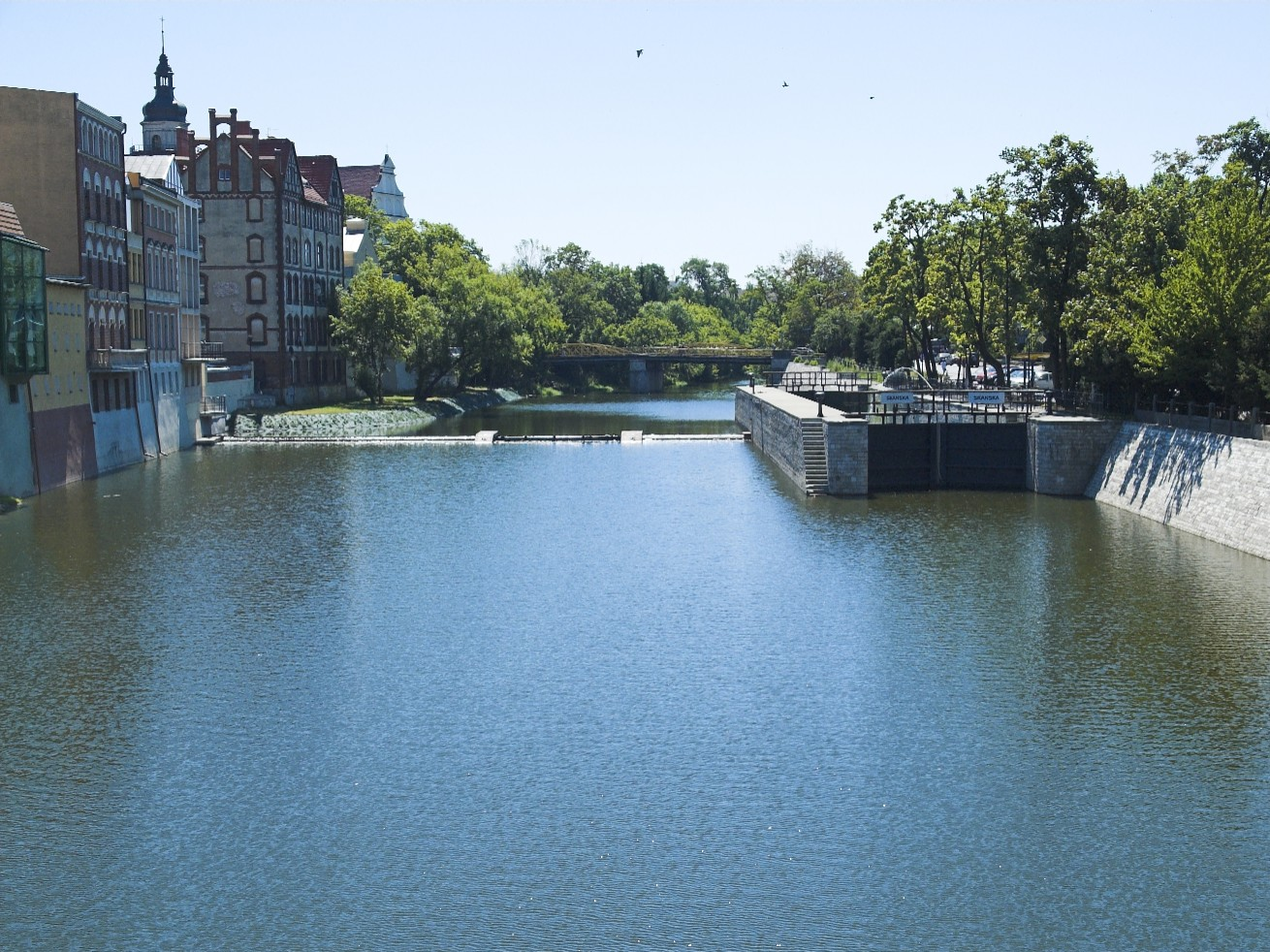
Млинувка — вид з Катедрального мосту в напрямку Жовтого мосту
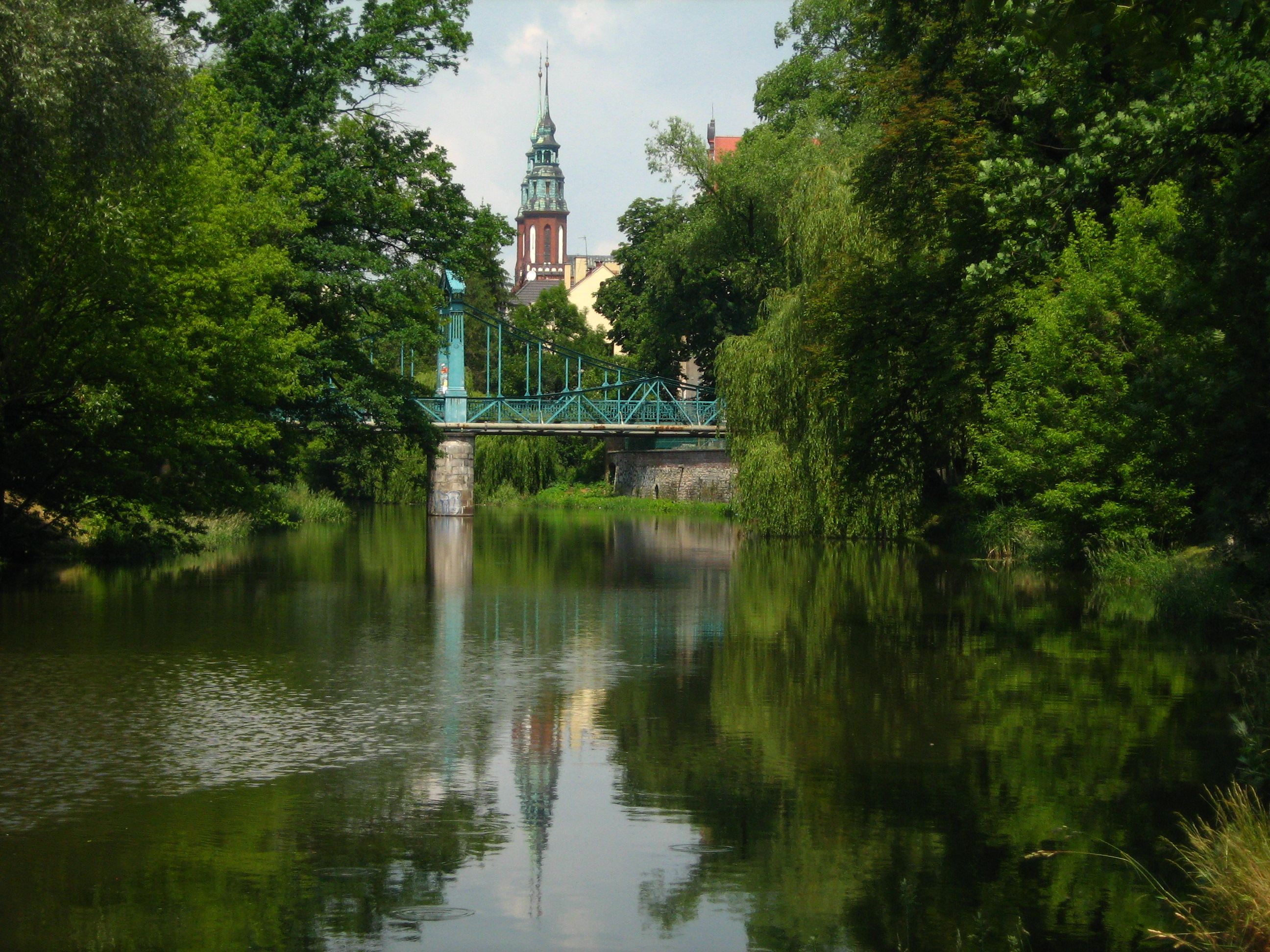
Грошовий міст
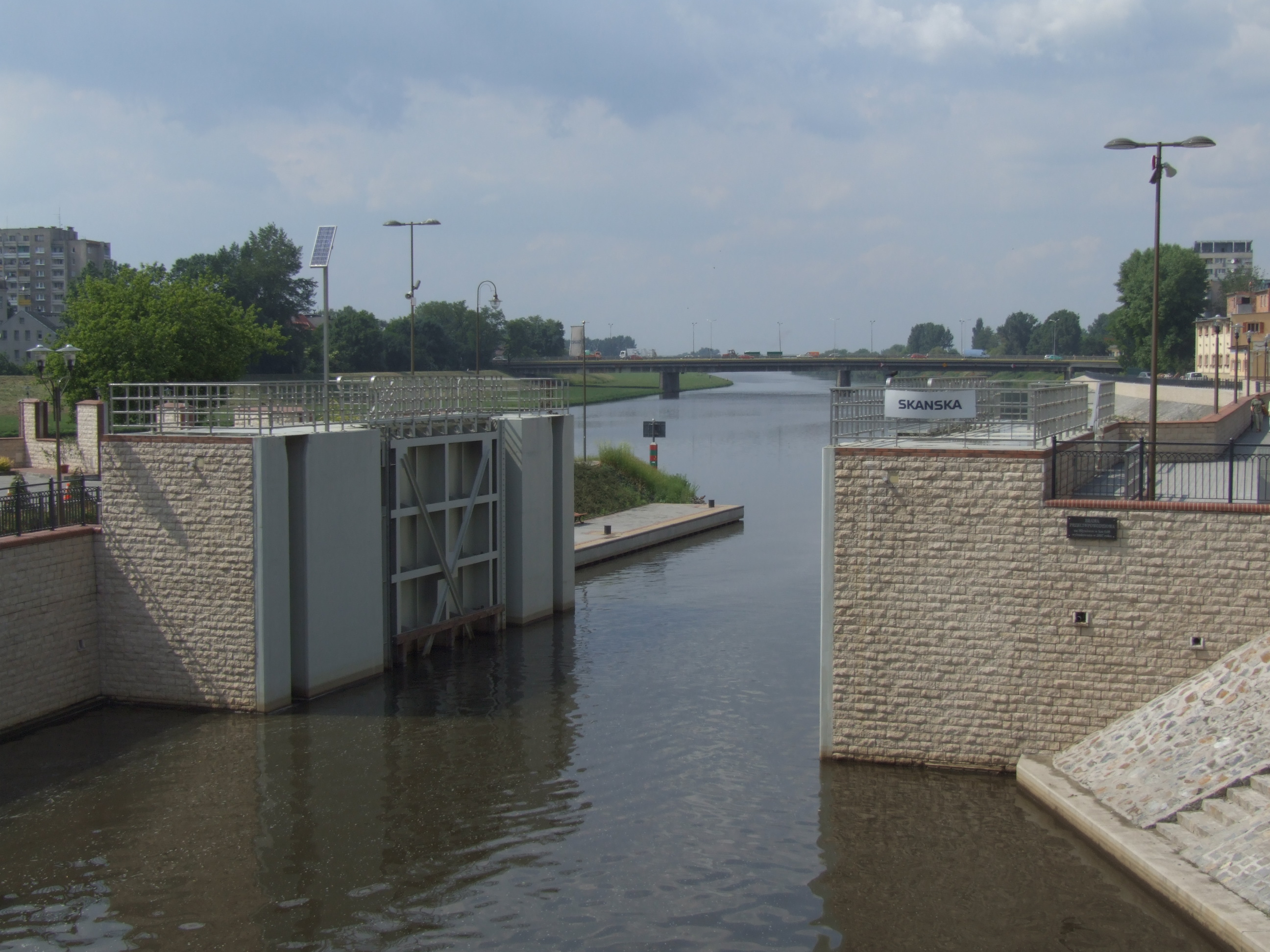
Шлюз на Млинувці біля Катедрального мосту